# Glaucidium castaneum
Glaucidium castaneum ("kastanjesparvuggla") är en fågel i familjen ugglor inom ordningen ugglefåglar. Artens två taxon benhandlas ofta som underarter av akaciasparvuggla (Glaucidium capense), men har getts artstatus av Birdlife International och IUCN. Den placeras i hotkategorin livskraftig.
Fågeln förekommer i Afrika och delas in i två distinkta underarter:
- Glaucidium castaneum etchecopari – förekommer lokalt i Liberia och Elfenbenskusten
- Glaucidium castaneum castaneum – förekommer i nordöstra Demokratiska republiken Kongo (Semlikidalen) och sydvästra Uganda (Bwamba Forest). Fynd från södra Kamerun, sydvästra Centralafrikanska Republiken och Republiken Kongo kan röra sig om denna underart